# Zoophthorus alticola
Zoophthorus alticola är en stekelart som först beskrevs av Per Abraham Roman 1938.  Zoophthorus alticola ingår i släktet Zoophthorus och familjen brokparasitsteklar. Inga underarter finns listade i Catalogue of Life.